# Dvorac Wittelsbach
Burg Wittelsbach (dvorac Wittelsbach) je dvorac u blizini Aichacha u današnjoj bavarskoj Švapskoj.
Dvorac se prvi put spominje oko godine 1000. Godine 1119, grof Otto III. Scheyern preselio se u dvorac Wittelsbach. Ime dvorca, "Witilinesbac", međutim, već je spominjano kao kao mjesto podrijetla Otta III. u dokumentu Henrika V. iz 1115. Od 1120., grofovi Scheyern su se oslovljavali kao grofovi palatini od Wittelsbacha. Dvorac je tako postao predaka sjedište dinastije Wittelsbach.
Prema lokalnoj tradiciji, dvorac je uništen godine 1209. nakon što je grof Otto od Wittelsbacha ubio kralja Filipa Švapskog i nikad obnovljen. Arhelološki iskopi 1978. – 1980. nisu pronašli dokaze o iznenadnom rušenju dvorca, međutim – iz arheoloških dokaza, čini se da su zidine dvorca služile kao kamenolom nakon što je dvorac bio napušten.
U 15. stoljeću, sagrađena je gotička crkva na mjestu nekadašnjeg dvorca. Crkva, koja još uvijek stoji i danas, postao je jezgra sela Oberwittelsbach. Godine 1834., obitelj Wittelsbach podignula je   spomenik državi Bavarskoj na mjestu negdašnjeg dvorca svojih predaka. U spomen dvorca, dijelovi okruga Aichach-Friedberg i danas se zove Wittelsbacher zemlja. 